# Miva Fine Art Galleries
Miva Fine Art är ett svenskt konstgalleri specialiserat på modern nutidskonst och popart. Galleriet etablerades 1986 i Malmö av Lars Lamiva.
Miva Fine Art samarbetar både med internationella samt nationella konstnärer.
Bland de konstnärer som ställts ut på Miva nämns exempelvis artisten Bob Dylan, Ronnie Wood (Rolling Stones), Gosia Kosiec, David Gerstein, Marvel Comics signed by Stan Lee, Mr. Brainwash, Ancizar Marin, Barbara van den Berg, Romero Britto, Lars Tunebo, Helt Sort, Axel Crieger, Charles Fazzino, Jenny Boot & Nic Joly. 
I samband med ett Sverigebesök gästade Bob Dylan Mive Fine Art i Malmö, 10 oktober 2015.